# Sitona suturalis
Sitona suturalis är en skalbaggsart som beskrevs av Stephens 1831. Sitona suturalis ingår i släktet Sitona, och familjen vivlar. Arten är reproducerande i Sverige.

## Bildgalleri

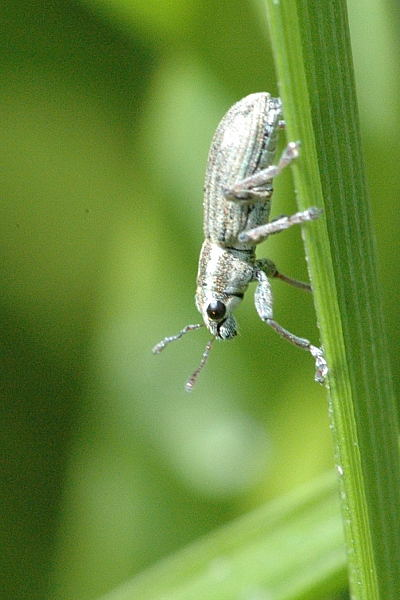